# Francesco Frola
Francesco Frola (Torino, 25 giugno 1886 – San Paolo, 5 aprile 1956) è stato un politico, giornalista e scrittore italiano naturalizzato messicano.

## Biografia
Figlio del futuro sindaco di Torino Secondo Frola e di Luisa Balbis, dopo il conseguimento della laurea in legge emigrò in Argentina, anche a causa di discordie in famiglia. Lavorò come operaio e impiegato e svolse attività propagandistica contro lo sfruttamento dei lavoratori. Nel 1911 rientrò in Italia e si iscrisse al Partito Socialista Italiano. Pubblicò due romanzi, La vita di un uomo (1911 o 1912) e Il trionfo della follia (1914), fu collaboratore de L'Avanti! e direttore del settimanale La Battaglia. Organizzatore di cooperative e leghe, nel 1915 fu chiamato alle armi come sottotenente e successivamente degradato per aver partecipato ad una manifestazione contro la guerra.
Riacquisito il grado di tenente per meriti di guerra, dopo il conflitto fu membro dell'esecutivo provinciale torinese del PSI. Fu delegato della corrente massimalista elezionista al Congresso di Bologna del 1919, durante il quale lodò l'opera di Lenin e dei bolscevichi e prefigurò prospettive rivoluzionarie anche per l'Italia.
Nel 1920 fu eletto deputato fino allo scioglimento delle Camere dell'anno successivo. Fu segretario del XVII Congresso del PSI a Livorno (gennaio 1921), nel quale appoggiò la mozione maggioritaria dei comunisti unitari di Giacinto Menotti Serrati. L'anno dopo aderì alla scissione di Roma che portò alla nascita del Partito Socialista Unitario.
Nel luglio del 1925 emigrò a Tolosa, dove fondò una filiale della Banca popolare italiana. A Parigi collaborò con il quotidiano antifascista Il Corriere degli Italiani, mentre successivamente fu direttore del giornale La Difesa a San Paolo, in Brasile, dove era entrato clandestinamente. Tornò in Francia nel 1929 come inviato di un altro giornale brasiliano, mentre nel maggio 1930, impossibilitato a rientrare in Brasile, si spostò a Buenos Aires, dove svolse un'intensa attività politica. All'inizio del 1931 riuscì a tornare a San Paolo. Espulso dallo stato paulista, si trasferì temporaneamente a Rio de Janeiro. All'inizio del 1938 ottenne una cattedra all'Università Nazionale di Città del Messico, e nel 1940 ricevette la cittadinanza messicana.
Nel 1941 fondò l'Alleanza internazionale Giuseppe Garibaldi per la liberazione dell'Italia (insieme ai comunisti Mario Montagnana e Vittorio Vidali) e la sezione messicana del Partito Socialista Italiano. Nel 1946 rientrò in Italia e fu presente nel dibattito politico con numerose prese di posizione contro le ingerenze politiche angloamericane e a favore dell'unificazione tra socialisti e comunisti.
Il 3 maggio 1954 ritornò a San Paolo, dove morì il 5 aprile 1956, presso l'ospedale NS. Apericida.